# Minerai de viande
Pour les articles homonymes, voir Minerai (homonymie).
Minerai de viande est une dénomination employée dans la terminologie de l'industrie agroalimentaire et désignant une masse agglomérée de dix à vingt-cinq kilogrammes d'ensembles de muscles et de chutes de viande produites exclusivement lors de la découpe, y compris les tissus graisseux y attenant, provenant de viandes fraîches découpées et désossées, réfrigérées, congelées ou surgelées.

## Utilisation
Un minerai de viande est un produit issu de l'élevage et servant aux transformations agro-industrielles de types steaks hachés, plats cuisinés (lasagnes, hachis parmentier, moussaka, etc.).
En France, conformément à l’article 6 du décret n° 97-74, « les viandes hachées ne peuvent être préparées à partir de chutes de découpe ou de parage. L’utilisation de viandes séparées mécaniquement (VSM) de ruminants, des muscles du cœur et des abats ainsi que l’ajout d’os sont interdits. »
Il contient en particulier des morceaux qui ne peuvent être vendus au public en l'état : trop petits, trop durs, etc. Il peut être composé de viande bovine, porcine, chevaline, de mouton ou encore de volailles.
Il y a 3 catégories de minerais :
- le capas (chutes de viande avec majoritairement du gras) ;
- l’affranchi (plus gras que le capas) ;
- l’aponévrose (membrane fibreuse enveloppant les muscles).

En France, 15 à 20 % de la production de viande bovine est commercialisée sous la dénomination de minerai.

### Fraudes
Fin 2012, de la viande de cheval est identifiée dans des steaks hachés de bœuf, puis début 2013, du minerai de cheval a été frauduleusement étiqueté comme minerai de bœuf, et en conséquence a été incorporé dans des plats cuisinés « à la viande de bœuf ».